# Monica Skeete
Monica Skeete (geb. Martineau; * 23. Oktober 1923, Grenville, Grenada; gest. 1997) war eine Dichterin, Schriftstellerin und Lehrerin aus Grenada. Ihr Werk wurde 1946 zuerst in dem barbadischen Literaturmagazin BIM veröffentlicht. Ihre Sammlung von Kurzgeschichten, Time Out, wurde von Nelson Caribbean in deren Authors of the Caribbean Series 1978 veröffentlicht, auch um den wachsenden Bildungsmarkt für karibische Literatur zu bedienen. Weitere Kurzgeschichten wurden in verschiedenen Anthologien veröffentlicht. Sie hat auch Romane verfasst. Einen Großteil ihrer Karriere verbrachte sie als Geschichtslehrerin am Queen’s College, Barbados.

## Leben
Monica Agnes Martineau wurde am 23. Oktober 1923 in Grenville, Grenada, geboren und erhielt ihre Schulbildung an der Church of England High School (später: Anglican High School), bevor sie nach Barbados zog, wo ihr Vater damals lebte. 1937 erhielt sie dort eine Ausbildung an der Queen’s College Girls’ School. Nach dem Abschluss 1942 erwarb sie einen Ext. B.A. Gen. in Latein, Englisch und Geschichte und nahm 1951 eine Lehrerposten am Queen’s College an. 1956 ließ sie sich von ihrem Job beurlauben und zog nach London, wohin sie mit ihrem damaligen Verlobten Harry Skeete reiste. Er hatte Pläne für ein Universitätsstudium in London. Das Paar heiratete im September 1956 im Standesamt von Holborn (Holborn Registry Office) und lebte in Hornsey im Norden Londons. Im Oktober 1956 ging Monica Skeete an das King’s College London, wo sie ein Postgraduate Diploma in Pädagogik und einen BA Hons in Geschichte erwarb.
Sie arbeitete dann als Lehrerin und kehrte 1960 zurück um am Queen’s College zu unterrichten, nahm jedoch wieder einen Posten an der Modern Secondary Schools in London an, als sie mit Harry 1962–1963 erneut nach London gingen. Als sie 1963 nach Barbados zurückkam, unterrichtete sie am Queen’s College von Januar 1964 bis 1983, als sie sich als Head of History (Leiterin der Abteilung für Geschichte) zur Ruhe setzte. Ab 1978 gehörte Skeete zum Sub-Committee des Caribbean Examinations Council. In ihrem Ruhestand verbrachte Monica einige Jahre in Harare, Simbabwe, mit ihrem Mann und entwickelte sich dort zu einer passionierten Anwältin für African Studies. Sie argumentierte, dass es „wichtig für uns ist den afrikanischen Teil unseres Erbes zu erforschen und wiederzuentdecken, der so lage heruntergespielt worden war.“

## Schriften
Neben dem Schreiben von Kurzgeschichten, die in BIM veröffentlicht wurden, dem mittlerweile legendären regionalen kleinen Literaturmagazin, das von Frank Collymore auf Barbados herausgegeben wurde, ließ Skeete 1948 unter ihrem Mädchennamen (Martineau) zwei Gedichte in der BBC-Sendung Caribbean Voices senden, und im März 1958 wurde auch ihre Geschichte „The Scholarship“ ausgestrahlt. In einem „Notebook“-Vorwort zu BIM aus dem Jahr 1961 bezeichnet Collymore Skeete als „eine vielversprechende Kurzgeschichtenschreiberin und einen Lehrerin am Queen’s College“.
Time Out, ihre 70-seitige Geschichtensammlung, wurde 1978 von Thomas Nelson and Sons Ltd als Teil der Authors of the Caribbean-Reihe veröffentlicht.
Skeetes Stories werden immer noch in Lehrbüchern gedruckt, die für den Bildungsmarkt in der Karibik produziert werden, und viele konzentrieren sich auf die Erfahrungen von Kindern in Bildungseinrichtungen. „The Scholarship“, ihr erstes Prosawerk, „basierend auf Monicas Lehrerfahrung auf Barbados“ („based on Monica's teaching experience in Barbados“), war auch ihr nachhaltigstes. Die Geschichte wurde nachgedruckt in Response: A Course in Narrative Comprehension and Composition for Caribbean Secondary Schools, herausgegeben von Cecil Gray (Thomas Nelson and Sons Ltd, 1969); Wavelengths: A Course in Narrative Comprehension and Composition for Caribbean Secondary Schools (Cecil Gray, Thomas Nelson and Sons Ltd, 1982); und ist auch die Eröffnungsgeschichte in Kaleidoscope anthology four (Thelma Baker, Lorna Down. Oxford, Ginn 2004). Drei weitere von Skeetes Kurzgeschichten, „The Road“, „Larry“ und „Joe“ (die alle in BIM veröffentlicht worden waren) sind in Perspectives: A Course in Narrative Composition and Comprehension for Caribbean Secondary Schools (Cecil Gray, 1982) enthalten.
Skeete war sowohl in Grenada, als auch in Barbados stark im Girl Guide movement (Mädchen-Pfadfinder) engagiert und verfasste einen Bericht über „Guiding in Barbados, 1918–1968“ für das diamantene Jubiläum der Pfadfinderbewegung in Barbados.

## Tod
Skeete starb 1997.

## Bibliographie
Gedichte
Veröffentlicht unter dem Mädchennamen „Monica Martineau“:
- Two Pigs Going to the Slaughter. („Zwei Schweine af dem Weg zum Schlachter.“) In: BIM. Vol. 2, No. 6, 1946: S. 43.
- The New Men. („Die neuen Menschen“.) BBC Caribbean Voices. Broadcast Sequence 181; 7. März 1948.
- Evening on the Beach. („Abend am Strand.“) BBC Caribbean Voices. Broadcast Sequence 212; 2. Mai 1948.

Veröffentlicht unter dem Namen „Monica Skeete“:
- "To Frank Collymore on His Eightieth Birthday." („Für Frank Collymore zu seinem Achtzigsten Geburtstag.“) Savacou. Special Issue „Tribute to Frank Collymore.“ Nos. 7/8 Januar/Juni 1973: S. 122–124.

Kurzgeschichten
- The Return. („Die Rückkehr.“) BIM. Vol. 8, No. 31, Juli–Dezember 1960: S. 141–5.
- The Scholarship’. („Das Stipendium.“) BIM. Vol. 8, No. 32, Januar–Juni 1961: S. 229–233.
- Joe. BIM. Vol. 9, No. 34, Januar–Juni 1962: S. 107–110.
- The Spanish Figurine. („Die spanische Figur.“) BIM. Vol. 12, No. 46, Januar–Juni 1968: S. 70–74.
- The Emigrant. („Der Auswanderer“) BIM. Vol. 12, No. 47, Juli–Dezember 1968: S. 196–201.
- The Road. („Die Straße.“) BIM. Vol. 13, No. 49, Juli–Dezember 1969.
- The Black Elephant. („Der schwarze Elephant.“) BIM. Vol. 13, No. 53, Juli–Dezember 1971: S. 31–37.
- Larry. BIM. Vol. 15, No. 63, Januar–Juni 1978: S. 193–204.

Sammelbände
- Time Out. Thomas Nelson and Sons Ltd, Middlesex 1978.

Artikel
- Guiding in Barbados, 1918–1968. („Pfadfinderschaft in Barbados.“ ca. 1968), 17, ST1/C15/Shelf 1 Box 2: Barbados, GGL
- „African Studies, Please!“ („Afrikanische Studien Bitte!“) The Barbados Advocate. 15. Dezember 1997: S. 14–16.